# Slovinská mužská basketbalová reprezentace
Slovinská mužská basketbalová reprezentace reprezentuje Slovinsko v mezinárodních soutěžích v basketbalu. Největším úspěchem v historii je zisk titulu mistrů Evropy v roce 2017. Kapitánem tohoto týmu byl Goran Dragić, který se stal rovněž nejužitečnějším hráčem turnaje a je též nejlepším střelcem v historii reprezentace a rekordmanem v počtu startů. K oporám vítězného týmu patřil též Luka Dončić. Národní tým se od vzniku samostatného Slovinska zúčastnil všech evropských šampionátů a od roku 2005 postoupil vždy do vyřazovacích bojů. Zúčastnil se též tří šampionátů světových (nejlepší umístění 7. místo v roce 2014) a jednoho olympijského turnaje, v Tokiu 2020, kde sahal po medaili, ale skončil nakonec na čtvrtém místě.

## Mistrovství světa
| Rok/pořádající země                   | Účast              |
| ------------------------------------- | ------------------ |
| MS 1950-MS 1990                       | součást Jugoslávie |
| MS 1994 Kanada                        | Ne                 |
| MS 1998 Řecko                         | Ne                 |
| MS 2002 USA                           | Ne                 |
| MS 2006 Japonsko                      | 9. místo           |
| MS 2010 Turecko                       | 8. místo           |
| MS 2014 Španělsko                     | 7. místo           |
| MS 2019 Čína                          | Ne                 |
| MS 2023 Filipíny, Japonsko, Indonésie | 7. místo           |
| Celkem                                | – 0× · – 0× · – 0× |

## Mistrovství Evropy
| Rok/pořádající země                            | Účast                            |
| ---------------------------------------------- | -------------------------------- |
| ME 1935-ME 1991                                | součást Jugoslávie               |
| ME 1993 Německo                                | 14. místo                        |
| ME 1995 Řecko                                  | 12. místo                        |
| ME 1997 Španělsko                              | 14. místo                        |
| ME 1999 Francie                                | 10. místo                        |
| ME 2001 Turecko                                | 15. místo                        |
| ME 2003 Švédsko                                | 10. místo                        |
| ME 2005 Srbsko a Černá Hora                    | 6. místo                         |
| ME 2007 Španělsko                              | 7. místo                         |
| ME 2009 Polsko                                 | 4. místo                         |
| ME 2011 Litva                                  | 7. místo                         |
| ME 2013 Slovinsko                              | 5. místo                         |
| ME 2015 Chorvatsko, Francie, Lotyšsko, Německo | 12. místo                        |
| ME 2017 Finsko, Izrael, Rumunsko, Turecko      | Zlatá medaile                    |
| ME 2022 Česko, Gruzie, Německo, Itálie         | 6. místo                         |
| Celkem                                         | Účast – 14× · – 1× · – 0× · – 0× |

## Olympijské hry
| Rok/pořádající země | Účast                           |
| ------------------- | ------------------------------- |
| Barcelona 1992      | Ne                              |
| Atlanta 1996        | Ne                              |
| Sydney 2000         | Ne                              |
| Atény 2004          | Ne                              |
| Peking 2008         | Ne                              |
| Londýn 2012         | Ne                              |
| Rio de Janeiro 2016 | Ne                              |
| Tokio 2020          | 4. místo                        |
| Celkem              | Účast – 1× · – 0× · – 0× · – 0× |